# جون ستروثرز
السير جون ستروثرز هو طبيب وزميل الجمعية الملكية بإدنبرة، ورئيس الكلية الملكية للجراحين في إدنبرة، (21 فبراير 1823 - 24 فبراير 1899) هو أول أستاذ برتبة ريجيوس للتشريح في جامعة أبردين. كان ستروثرز مدرسًا وإداريًا مرنًا، إذ غيّر وضع المؤسسات التي عمل فيها. كان شغوفًا بنفس القدر بالتشريح، حيث كان يبحث بحماس عن أكبر وأجود العينات، بما في ذلك الحيتان، ويشرّحها، وأزعج زملائه بسعيه الحازم للحصول على المال والمساحة لمجموعته. تبرع بمجموعته إلى قاعة الجراحين في إدنبرة.
ربما اشتهر بين العلماء بعمله على الرباط الذي يحمل اسمه. استرعى انتباه عمله على الرباط النادر والأثرى انتباه تشارلز داروين، الذي استخدمه في كتابه أصل الإنسان للمساعدة في مناقشة قضية أن الإنسان والثدييات الأخرى لها سلف مشترك؛ أو مجتمع النسب كما عبر عنها داروين.
اشتهر ستروثرز بين الجمهور بتشريحه لـ «حوت تاي»، وهو حوت أحدب ظهر في فيرث تاي، اصطيد ثم جُرَّ إلى الشاطئ لعرضه في جميع أنحاء بريطانيا. انتهز ستروثرز كل فرصة ممكنة لتشريحه واستعادة عظامه، وفي النهاية كتب دراسة عنه.
في مهنة الطب، اشتهر ستروثرز بتحويل تدريس علم التشريح للأوراق والكتب التي كتبها، فضلًا عن عمله الفعال في كليته الطبية، والتي حصل فيها تباعًا على أعلى درجات الشرف في الطب، بما في ذلك عضويته في المجلس الطبي العام، زمالة الجمعية الملكية بإدنبرة، ورئاسة الكلية الملكية للجراحين في إدنبرة، وأخيرًا وسام فارس.

## النشأة
كان جون ستروثرز نجل ألكسندر ستروثرز (1767-1853) وزوجته ماري ريد (1793-1859). كانوا يعيشون في بروسفيلد، وهو منزل كبير مبني بالحجارة من القرن الثامن عشر مع مساحات واسعة، والذي كان وقتها خارج دونفيرملاين مباشرة؛ ولد جون في ذلك المنزل. كان ألكسندر صاحب طاحونة ثريًا وتاجر كتان. اشترى بروسفيلد في أوائل القرن التاسع عشر، جنبًا إلى جنب مع طاحونة بروسفيلد، مصنع غزل الكتان الذي بُني عام 1792. كان الكتان يُدرس في مطحنة الدرس القريبة، ويُبيّض في الهواء الطلق بالقرب من المنزل. كان ما يزال هناك مبيضات من الكتان تعيش في منزل بروسفيلد في عام 1841، لكنهم ذهبوا بحلول عام 1851، تاركين المنزل كمقر لعائلة ستروثرز. كان والد ماري، الشماس جون ريد، أيضًا صانعًا للكتان. تزوج ألكسندر وماري عام 1818؛ استمر الزواج، وإن لم يكن فيه حب، حتى وفاة ألكسندر على الرغم من فارق السن الكبير. دُفن كل من ألكساندر وماري في دير دنفرملاين.
كان ستروثرز واحدًا من ستة أطفال، ثلاثة أولاد وثلاث فتيات. تلقى الأولاد دروسًا خاصة في الكلاسيكيات والرياضيات واللغات الحديثة في المنزل في بروسفيلد. كانوا يخرجون للتجول بالقوارب في الصيف، ويتزلجون في الشتاء على السد القريب؛ ركبوا المهور، وذهبوا للسباحة في فيرث فورث القريبة، وذهبوا في نزهات طويلة مع الأصدقاء الأثرياء. درس كل من شقيقه الأكبر جيمس وشقيقه الأصغر ألكسندر الطب. أصبح جيمس ستروثرز طبيبًا في مستشفى ليث. توفي ألكسندر ستروثرز بسبب الكوليرا أثناء عمله كطبيب في حرب القرم. قدمت أخواته، جانيت وكريستينا، تعليمًا بسيطًا في بروسفيلد لبعض الأصدقاء الفقراء، دانيال وجيمس طومسون. أصبح دانيال (1833-1908) نساجًا من بلدة دنفرملاين ومؤرخًا ومصلحًا.

## العمل الطبي
درس ساروثرز الطب في جامعة إدنبرة، وفاز بجوائز عندما كان طالبًا جامعيًا. أكمل الدكتوراه في عام 1845، وأصبح زميلًا في الكلية الملكية للجراحين في إدنبرة في نفس الوقت. في عام 1847، رخصته الكلية وشقيقه جيمس لتدريس علم التشريح في كلية الطب خارج أسوار إدنبرة. الدورات التي درسوها في كلية الطب في أرغايل، إدنبرة اعتُرف بها من قبل هيئات الفحص في إنجلترا واسكتلندا وأيرلندا.
شق ستروثرز طريقه في مستشفى إدنبرة الملكي من مساعد جراحي، إلى موظف جراحة ، إلى طبيب منزلي، وجراح منزلي، وأخيرًا جراحًا مؤهلًا. كان شغفه بالتشريح. روى قصة كيف كان شديد التركيز على التشريح ذات يوم من عام 1843 لدرجة أنه فشل في النظر إلى الخارج لمراقبة موكب الشارع المعروف باسم الاضطراب الذي أطلق كنيسة اسكتلندا الحرة. أصبح محاضرًا في علم التشريح بجامعة إدنبرة.
منذ عام 1860 انضم إلى ستروثرز ويليام بيري في الجامعة، الذي عمل جنبًا إلى جنب مع ستروثرز كأستاذ للجراحة.
في عام 1863، أصبح ستروثرز أول أستاذ بمرتبة ريجيوس للتشريح في جامعة أبردين. كان هذا المنصب (أستاذية معترف بها من قبل الحكومة)، وهو منصب مرموق. دُعم طلب ستروثرز للحصول على الكرسي بأكثر من 250 رسالة، والعديد منها من شخصيات عامة بما في ذلك أطباء مشهورين مثل جوزيف ليستر وجيمس باجيت، وسياسيون مثل تشارلز جراي، إيرل جراي الثاني، الذي أصبح وزيرًا للداخلية، وجيمس مونكريف، الذي أصبح محامي اللورد الاسكتلندي. التمس دعم هؤلاء الرجال بنشاط من قبل أصدقاء وأقارب ستروثرز، بما في ذلك ابن عمه القس جون ستروثرز من بريستونبانس، وزوجته النشيطة كريستينا. مع نجاح حملتهم، انتقلت العائلة إلى أبردين.
شغل ستروثرز منصب الأستاذية في أبردين لمدة 26 عامًا. في ذلك الوقت، قام بتغيير جذري في تدريس علم التشريح في الجامعة، وتحسين كلية الطب في أبردين؛ وإنشاء متحف علم التشريح. وساعد في قيادة إعادة بناء مستوصف أبردين. لقد جمع بقوة عينات لمتحفه، أعددتها أو قدمتها بطريقة أخرى، بشكل أساسي من خلال عمل يدي، وعلى نفقتي الخاصة. رُتبت العينات لتمكين الطلاب من مقارنة تشريح الحيوانات المختلفة. كان ينوي أن توضح معروضات التشريح المقارن التطور من خلال وجود تراكيب متماثلة. على سبيل المثال، في الثدييات، تعتبر ذراع ويد الإنسان وجناح الطائر والساق الأمامية للحصان وزعنفة الحوت أطرافًا أمامية متجانسة. لقد طلب باستمرار من مجلس شيوخ جامعة أبردين للحصول على مساحة إضافية للغرفة وأموال للمتحف، على عكس رغبات زملائه في الكلية. بذل ستروثرز جهود كبيرة للحصول على العينات التي يريدها بشكل خاص، وفي مناسبة واحدة على الأقل أدى ذلك إلى اتخاذ إجراءات قضائية. لطالما أعجب بالهيكل العظمي للتمساح في الجمعية الطبية-شيرورجيك في أبردين. في عام 1866 استعارها، ظاهريًا لتنظيفها وإعادة تقييمها، ولكن على الرغم من طلبات المجتمع العاجلة لإعادتها، فقد بقيت في متحف ستروثرز في كلية ماريشال لمدة عشر سنوات. بقي ستروثرز يأمل في الحصول على العينة، وعندما عُيّن في عام 1885 رئيسًا لجمعية ميديكو-شيرورغيال، حاول مرة أخرى اصطحاب التمساح إلى متحفه. ثم حصلت الجمعية على اعتراض (أمر من المحكمة) يمنعه من إزالة الهيكل العظمي.